# Niewiadom
Niewiadom (tiếng Đức: Birkenau) là một quận của Rybnik, Silesian Voivodeship, miền nam Ba Lan. Vào cuối năm 2013, quận có khoảng 4.700 cư dân.

## Lịch sử
Ngôi làng được nhắc đến lần đầu tiên là Noviedomie vào thế kỷ 14.
Năm 1792, ở biên giới với Radlin, mỏ than Hoym (sau này là Ignacy) đã được khai trương ở Niewiadom.
Sau Thế chiến I ở Thượng Silesia plebiscite 105 trong số 169 cử tri ở Niewiadom đã bỏ phiếu ủng hộ việc gia nhập Ba Lan, chống lại 64 lựa chọn ở lại Đức. Năm 1922, nó trở thành một phần của Silesian Voivodeship, Cộng hòa Ba Lan thứ hai. Sau đó, chúng bị Đức Quốc xã thôn tính vào đầu Thế chiến II. Sau chiến tranh, nó đã được khôi phục lại Ba Lan.
Năm 1955, nó đã trở thành một phần của Niedobczyce, vào ngày 27 tháng 5 năm 1975 được hợp nhất với Rybnik.